# 連甲

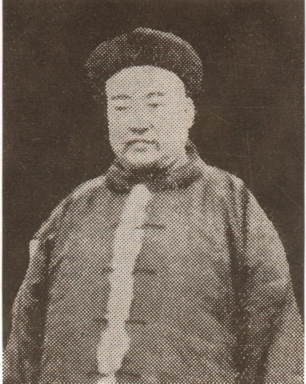
连甲半身像

連甲，字仲甫，號蘭亭，直隸灤縣人，出身鑲白旗滿洲包衣，清朝官员。

## 生平
連甲本姓張，光緒十八年（1892年）成進士，榜名連甲，同年五月，改翰林院庶吉士。光緒二十年四月，散館，授翰林院編修。歷任山東提學使，安徽布政使等職。官至湖北布政使。武昌起義爆發後，蔡济民、吴醒汉等夹攻藩署，連甲略作抵抗即逃離武昌。